# Pingo

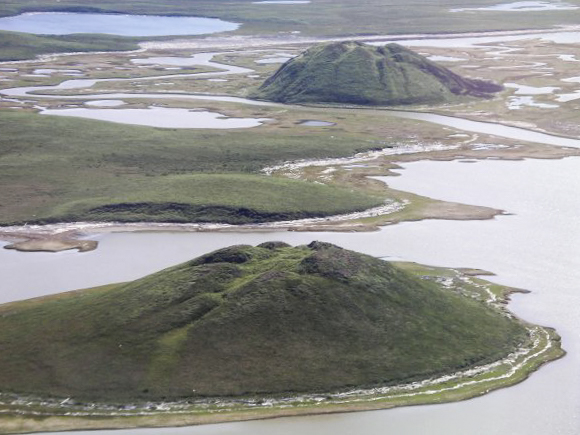
Pingo's bij Tuktoyaktuk, Northwest Territories, Canada

Een pingo (Inuktitut voor kleine heuvel) is een bolvormige heuvel die ontstaat in een gebied met permafrost waar door de hydrostatische druk als gevolg van het uitzetten van bevriezend grondwater een laag bevroren grond wordt opgetild.
De kern van een pingo, die soms nauwelijks kleiner is dan de totale pingo zelf, bestaat uit een lensvormig lichaam van zuiver ijs. Pingo's worden tot 90 meter hoog met een doorsnede van soms meer dan 2 kilometer en zijn meestal rond of ovaal van vorm.
Hedendaagse pingo's komen voor in continentale toendra's en bevinden zich overwegend tussen 65 en 75 graden noorderbreedte.
Door het scheuren van de bovenlaag wordt de ijslaag blootgesteld aan de zon en dan kan een krater of meer ontstaan.

## Pingoruïne

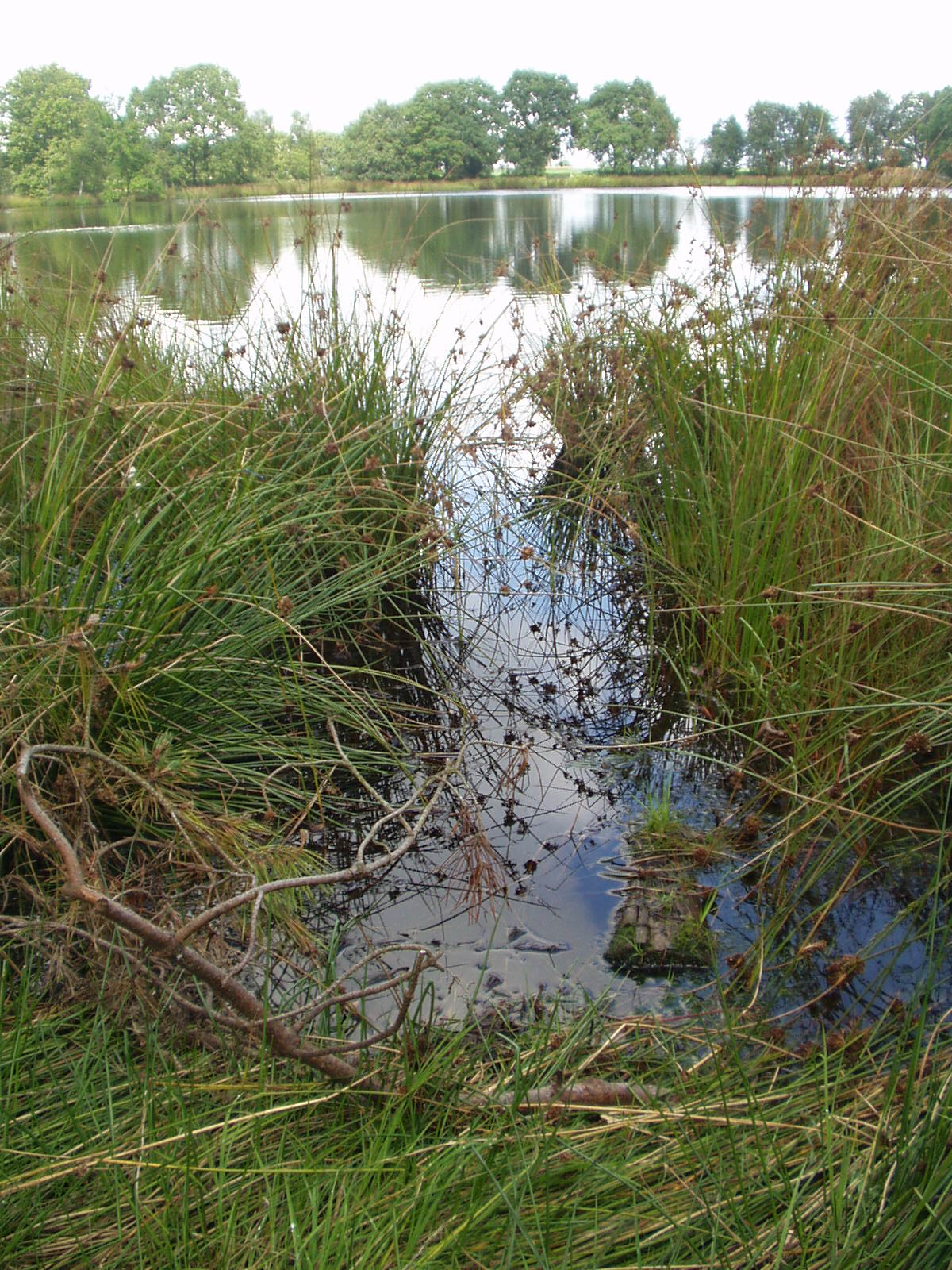
Pingoruïne op de Kampsheide bij Balloo

Als het klimaat warmer wordt, bijvoorbeeld aan het einde van een ijstijd, blijft van een pingo een cirkelvormig meer of krater over die pingoruïne wordt genoemd. Veel pingoruïnes worden na het afsmelten van het ijs langzaam opgevuld met veen. Dit opvullen kan vele duizenden jaren in beslag nemen. Doordat in het water in pingoruïnes veel pollen en zaden van planten terechtkomen, wordt in het veen informatie opgeslagen over de vegetatie. Deze informatie kan gebruikt worden om het klimaat dat tijdens de opvulling heerste te reconstrueren. Om deze reden zijn pingoruïnes bij Kwartairgeologen erg in trek als klimaatarchieven. Pingoruïnes kunnen gedateerd worden door middel van bijvoorbeeld tefrochronologie (op basis van in de afzetting gevonden vulkaanas).
In Nederland komen pingoruïnes met name voor in het grensgebied van Groningen, Friesland, kop van Overijssel en Drenthe. Een van de grootste is die van het Mekelermeer, tussen Gees en Nieuw-Balinge. Deze is in 2015 door de provincie Drenthe aangewezen als aardkundig monument. Een bijzonder exemplaar is het Esmeer in Huis ter Heide in Drenthe. In de kop van Overijssel, te Steenwijkerwold, ligt een kleine pingoruïne. In de gemeente Tubbergen ligt een tweetal pingo's. De eerste ligt aan de voet van het dorp Tubbergen op landgoed Schultenwolde, het Hondenven genaamd. De tweede ligt in de nabijheid van Vasse, Bleuminkspoel genaamd nabij het Vassergrafveld. Ook de meertjes op de Kampsheide bij Balloo en in het Nieuwe Veen in Bruchterveld zijn pingoruïnes. Bij het ven De Wieke in het Daarlerflier ten zuidwesten van Daarle is een pingoruïne te vinden. Het Uddelermeer op de Veluwe is ook een pingoruïne net als de in de nabijheid liggende meertjes Bleeke meer, Groot Zeilmeer, Klein Zeilmeer en Mottenkuil. In de omgeving van Uddel liggen ongeveer 10 pingoruïnes. In het Leenderbos is het Klein Hasselsven een voorbeeld van een pingoruïne. In België komen pingoruïnes voor op de Hoge Venen in de provincie Luik.
Een oude naam voor pingoruïnes is gletsjerkom - vroeger dacht men dat dergelijke kuilen ontstaan waren door achtergebleven brokken landijs. Een op deze wijze gevormde depressie wordt echter aangeduid met de term doodijsgat.

## Pingoruïnes in Nederland

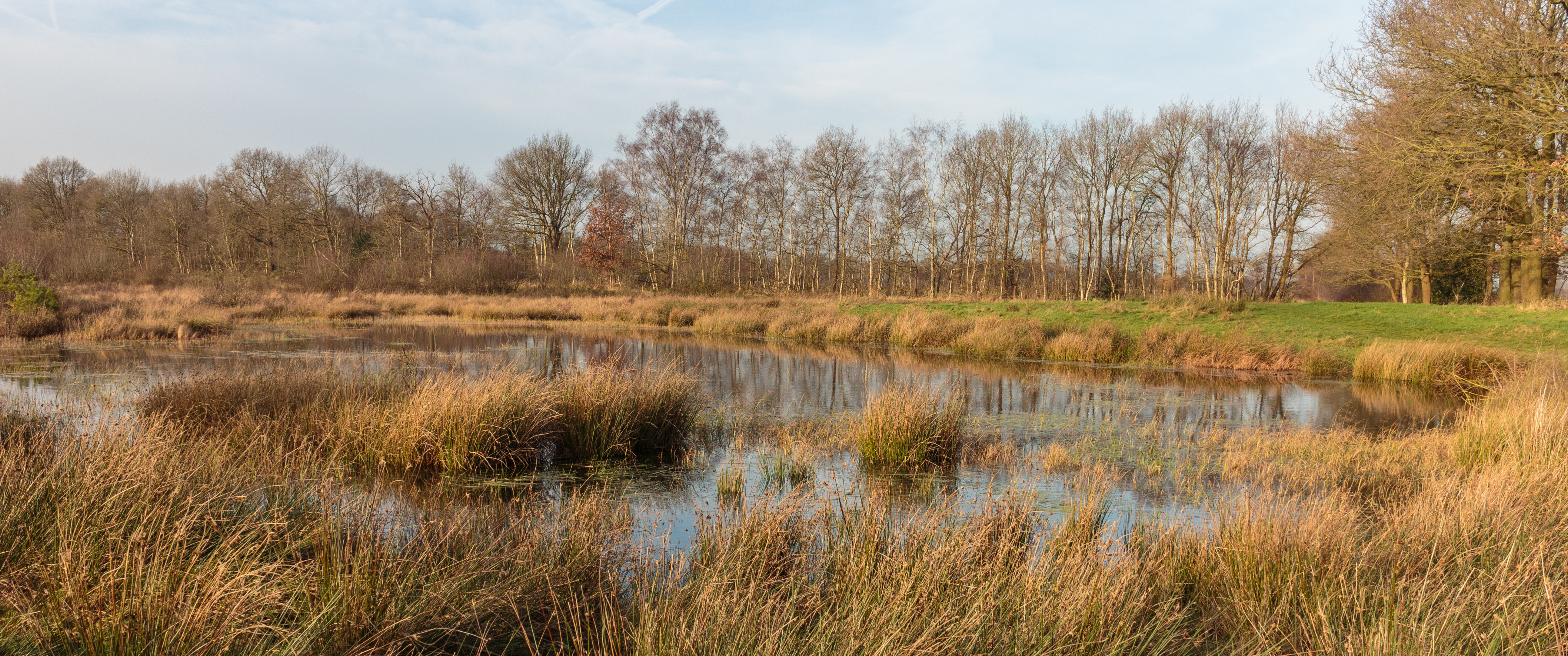
Pingoruïne Diakonieveen

Vennen, meren en moerasjes waarvan verondersteld wordt dat het om pingoruïnes gaat:
- Uddelermeer (met een diameter van ongeveer 240 m) [4]
- De Poepedobbe, een ven nabij Bakkeveen [5].
- Het Siegerswoudstermeer, tussen Siegerswoude en Frieschepalen[5][6].
- Pingoruïne van het Diakonieveen bij Nijeberkoop
- Lochtenrek, tussen Makkinga en Oosterwolde twee kleine pingoruines genaamd Lytse Fryske Dobben
- Het Hondenven, ten westen van Tubbergen (met een diameter van ongeveer 140 m)
- Het Bolmeer, ten westen van Zevenhuizen (Westerkwartier)
- Het Esmeer, in Huis ter Heide in Drenthe
- De Stokersdobbe bij Ureterp
- Ven op de Kampsheide bij Balloo
- Het Mekelermeer, boswachterij Gees
- Mokkelengoor, ten zuiden van Wierden (het betreft hier een verland ven)
- Het Vagevuur (met een diameter van ongeveer 90 m) en Meyerings ven bij Nietap, tussen Roden en Leek [7].
- De Wieke in het Daarlerflier ten zuidwesten van Daarle met een doorsnede van 70 à 80 meter
- De Bruuk tussen Breedeweg en de Horst in de gemeente Groesbeek
- De Bongerd in Dalen
- Het Klein Hasselsven in het Leenderbos tussen Leende en Valkenswaard
- 't Rond Venneke, Strabrechtse heide (Heeze) nabij grenspaal de Hoenderboom
- Het Brandven op de Kampina bij Oisterwijk[8]
- Klein meer in de Appelbergen in de gemeente Groningen
- Hillig Meer op Landgoed Heidehof nabij Eext
- 12 meertjes ten zuidoosten van Hurdegaryp, in de polder Hardegarijpsterwarren
- De laagte in de Noordbroeksterweg direct ten zuidoosten van het Slochterbos (park behorend bij de Fraeylemaborg) bij Slochteren[9][10]
- Circa tien cirkelvormige verdiepingen in het landschap op de Craaijelse Heide in Blerick.
- De Poststruiken, nabij Sellingen, gemeente Westerwolde, provincie Groningen.
- Het Holtveen, in Vries, gemeente Tynaarlo.
- Kostverloren Veen, Langakkerveen en Holtveen ten noorden van Donderen, provincie Groningen[11][1].
- Elf laagtes in het Weerterbos[12].
- ‘De Oorsprong’ tussen Noordlaren en Blankeweer [13].
- De Schaopedobbe bij Elsloo [14].